# 多塞纳
多塞纳（義大利語：Dossena），是意大利贝加莫省的一个市镇。总面积19平方公里，人口969人，人口密度51.0人/平方公里（2009年）。国家统计（ISTAT）代码为016092。